# (12828) Batteas
(12828) Batteas est un astéroïde de la ceinture principale.

## Description
(12828) Batteas est un astéroïde de la ceinture principale. Il fut découvert le 3 janvier 1997 à Kitt Peak par le projet Spacewatch. Il présente une orbite caractérisée par un demi-grand axe de 2,26 UA, une excentricité de 0,13 et une inclinaison de 3,7° par rapport à l'écliptique.

## Compléments